# تيم بيرت
تيم بيرت (2 يناير 1972 في المملكة المتحدة - )  (بالإنجليزية: Tim Burt)‏ هو لاعب كريكت بريطاني. لعب مع Somerset Cricket Board ‏.